# Minion (Warenhaus)

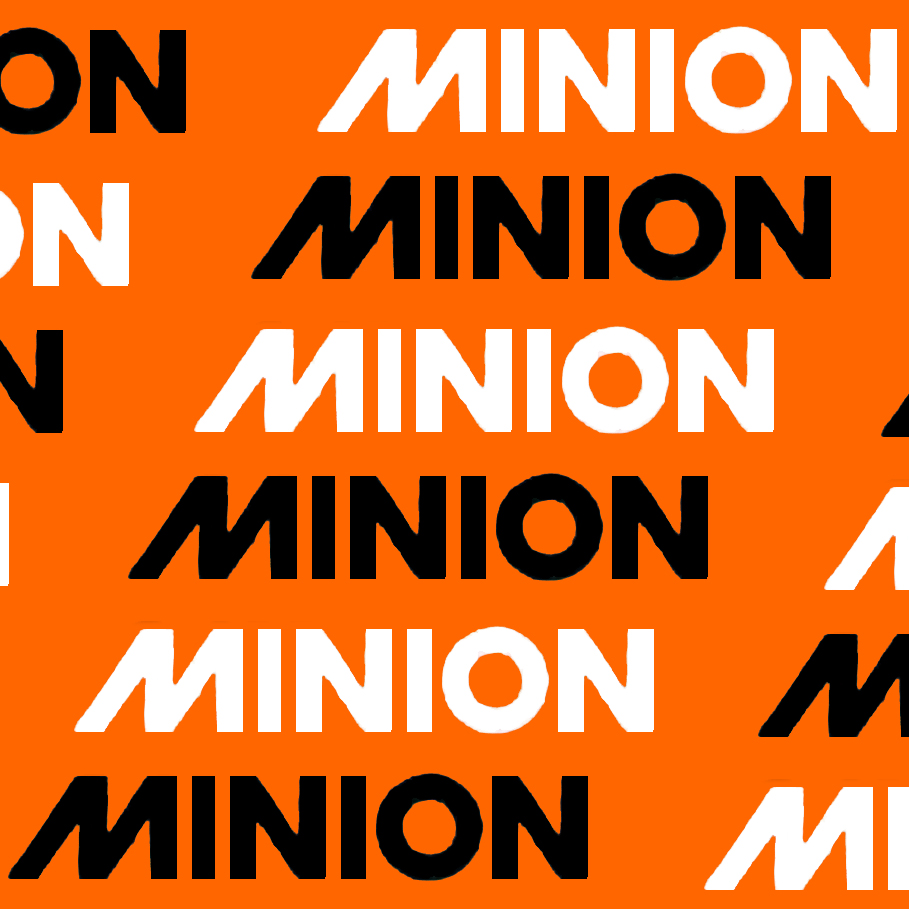
Das Logo in seiner letzten Variante, ca. 1977–1998

Das Minion (ΜΙΝΙΟΝ) war ein Athener Warenhaus zwischen der Patission- und Doroustraße in der Nähe des Omonia-Platzes. Es hatte eine dominante Rolle im Athener Einzelhandel und galt jahrzehntelang auch als Indikator des Konsumverhaltens in Griechenland. 

## Geschichte
Das Warenhaus geht zurück auf einen 1934 eröffneten Pavillon, der als Gemischtwarenladen fungierte. Dem Unternehmen gelang der Durchbruch, als der Inhaber die Idee hatte, Gebrauchsartikel ausschließlich in Großpackungen zu verkaufen, dafür aber wesentlich günstiger zu sein als die Konkurrenz. So wurden Glühbirnen nur im Zehnerpack verkauft. Auch wurden Festpreise und Schlussverkäufe eingeführt. Bald hatte die Konkurrenz das Geschäftsmodell kopiert und bot selbst Großpackungen an. 1944 wurde das gesamte Kapital in den Neubau des Warenhauses gesteckt. Bereits in den 1950er Jahren wurden über 1000 Personen beschäftigt. 
Während des Studentenaufstandes 1973 flüchteten einige Demonstranten in das Gebäude. Die Leitung verteilte umgehend Kittel des Warenhauses, um die Demonstranten vor der Verhaftung zu schützen. In den späten 1970er Jahren war bereits der ganze Häuserblock im Besitz des Minion.
Am 19. Dezember 1980 brach ein Brand im Gebäude aus, der sehr große Schäden anrichtete. Anschließend wurde das Gebäude saniert und wiedereröffnet. 1983 wurde das Unternehmen verstaatlicht, nachdem sich große Außenstände bei staatlichen Banken angehäuft hatten, die zum Teil aus der aufwendigen Sanierung herrührten. 1991 erwarb der Alteigentümer Ioannis Georgakas das Unternehmen zurück und führte das Shop-in-Shop-Konzept ein. Nachdem er gesundheitlich angeschlagen war, zog er sich aus der Leitung zurück. Bis zur Schließung 1998 gelang es nicht mehr, das Unternehmen profitabel zu führen.
Das Gebäude hat 6 Stockwerke, wobei der 6. Stock nur saisonal als Weihnachtsmarkt genutzt wurde. Im Keller befand sich ein Supermarkt, im 5. Stock ein Restaurant. Zeitweise wurden in angrenzenden Ladengeschäften auch Spezialgeschäfte u. a. für Möbel und für Fahrräder eröffnet.
Ab den 1990er Jahren eröffneten zunehmend große Fachmärkte in Vororten, während gleichzeitig Investitionen in die Einrichtung des Kaufhauses ausblieben. Konkurrenten des Minion waren zuvor die Warenhäuser der Firma Lampropoulos und die mittelgroßen Filialen der Firma Klaoudatos. Auch sie existieren aus ähnlichen Gründen nicht mehr, aus Lampropoulos wurde später das Wohnaccessoire-Kaufhaus Notos Galleries. Als sich die Schließung des Minion abzeichnete, fand sich keine breite Öffentlichkeit, die sich für den Erhalt des Unternehmens einsetzte. Erst nach der Schließung fand eine gewisse nostalgische Rezeption in der Literatur und im Feuilleton statt.
Nach der Schließung erwarb die Sportgeschäftekette Elmec Sports das Warenhaus, um es nach einer Renovierung wiederzueröffnen. Die Sanierung wurde abgebrochen, nachdem die Kette an Folli Follie verkauft wurde. 2011 wurde von Architekturstudenten eine Zwischennutzung erarbeitet. Die für 2012 geplante Neueröffnung wurde aufgrund der Finanzkrise gestrichen.